# Студений (струмок)
Студений — струмок в Україні, у Рахівському районі Закарпатської області, лівий доплив Лазещини (басейн Дунаю).

## Опис
Довжина струмка приблизно 5 км. Формується з багатьох безіменних струмків.

## Розташування
Бере початок на північному сході від гірської вершини Петрос. Тече переважно на північ через урочище Холонченський Плай. На південно-східній околиці села Лазещина впадає у річку Лазещину, ліву притоку Чорної Тиси.